# Wasserschloss Oberlauterbach

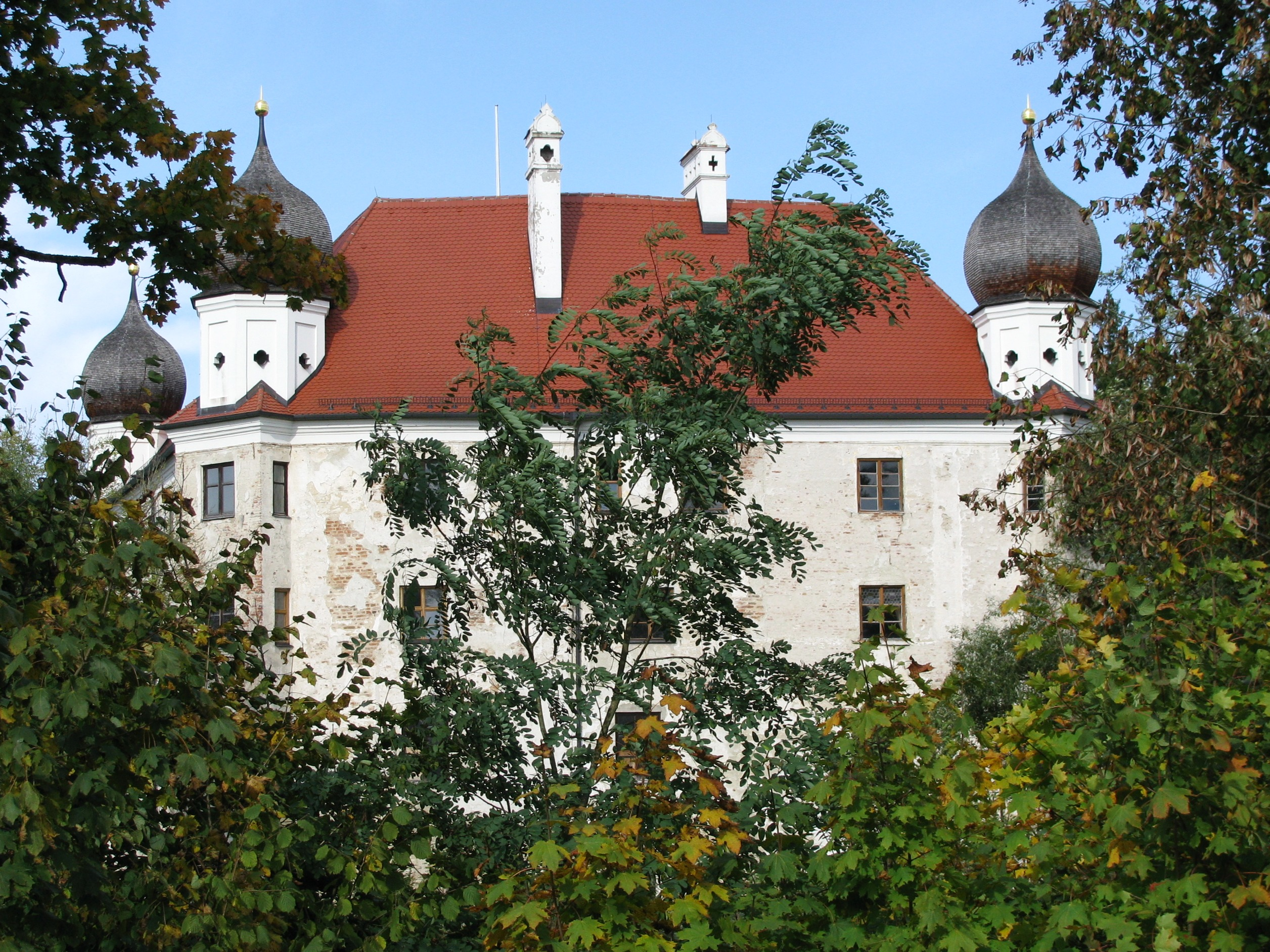
Wasserschloss Oberlauterbach von Süden

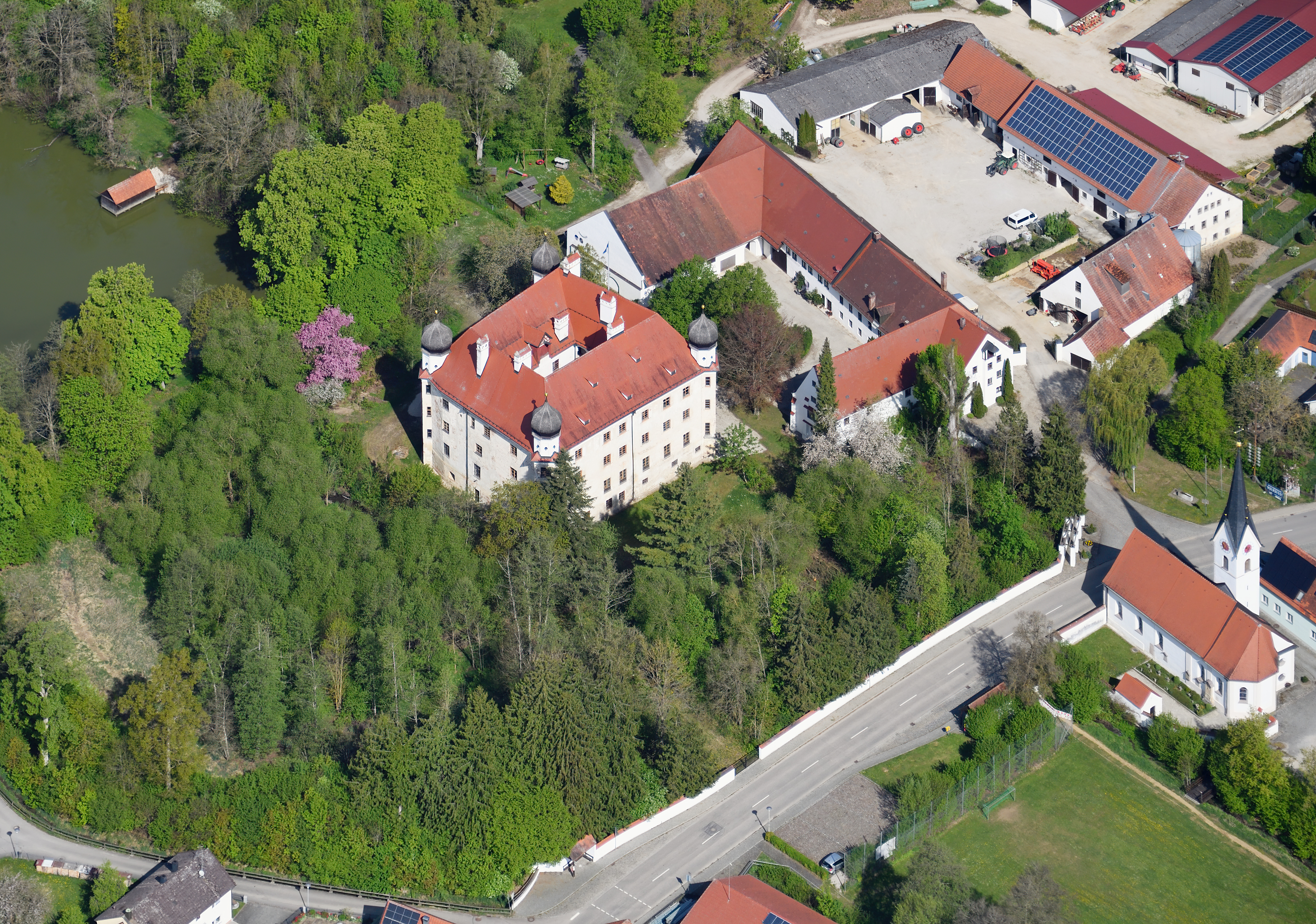
Wasserschloss Oberlauterbach aus der Luft gesehen

Das Wasserschloss Oberlauterbach ist ein Adelssitz im gleichnamigen Ort Oberlauterbach, einem Ortsteil des niederbayerischen Markt Pfeffenhausen im bayrischen Landkreis Landshut. Die Anlage wird als Bodendenkmal unter der Aktennummer D-2-7237-0219 im BayernAtlas als „untertägige mittelalterliche und frühneuzeitliche Befunde im Bereich des Schlosses von Oberlauterbach mit einstmaligen Nebengebäuden und Gartenanlagen, darunter die Spuren von Vorgängerbauten bzw. älteren Bauphasen und abgegangenen Gebäudeteilen“ geführt. Ebenso ist das Schloss unter der Aktennummer D-2-74-172-52 ein Baudenkmal in Oberlauterbach.

## Geographische Lage
Das Schloss liegt im Zentrum von Oberlauterbach am Lauterbach, einem Zufluss der Großen Laber.

## Geschichte

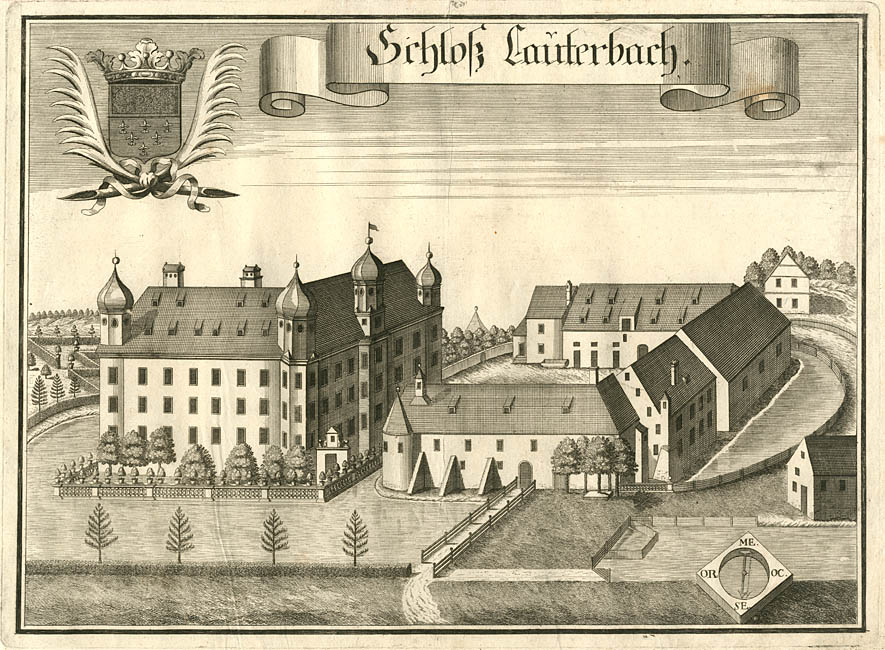
Kupferstich aus dem frühen 18. Jahrhundert

Erbaut wurde das Wasserschloss im Jahre 1272 von Ritter Ebran von Wildenberg. Die Nachfolger der Wildenberger, die Leutenpeckh von Lauterbach, die von Leitenbach an der Abens stammten, übernahmen 1392 dieses feste Haus. Das Schloss blieb in der Familie bis 1527. Nach dem Tode Leonhards, dem letzten Leuthenpeckh, ging das Schloss an die Puschen über. 30 Jahre später kam zusätzlich zu Oberlauterbach durch Georg und Ulrich Busch, die von ihrem Vetter Wolf Pusch zu Hilfsheim Oberlauterbach kauften, auch Horneck und Meilenhofen dazu. Im Jahre 1580 wurde der Adelssitz Oberlauterbach – wie auch die 1557 hinzugekommenen Besitzungen – durch Dorothea von Busch an die Familie von Viehhauser verkauft. Von den Viehhausern übernahm es der von Herzog Albrecht dem Kaiser Rudolf empfohlene Vizekanzler Siegmund Vieheuser, der 1587 starb.
Durch die Vermählung der Tochter aus zweiter Ehe des Vizekanzlers Viehhauser mit Horatius Hippolythi Graf von Gazzoldo kam Schloss Oberlauterbach, Horneck und Meilenhofen 1597 in die Hände der Gazzoldos. Bereits 1601 stand ein weiterer Wechsel bevor, denn durch die Heirat von Alfons Fortunat Graf von Portia mit der Tochter aus zweiter Ehe des Vizekanzlers Viehhausen, kam Oberlauterbach in die Hände von der Grafen und Fürsten von Portia. Im Schwedenkrieg wurde ein Teil des Schlosses durch den Herzog Bernhard von Sachsen-Weimar im Jahre 1632 zerstört. Verheerende Folgen hatte die Pest, die nur ein Mensch in der Gegend überlebte. Die Pestkapelle erinnert noch heute daran. Graf Max von Portia baute 1663 das Schloss wieder auf.
Das Schloss blieb bis 1845 in Familienbesitz. In diesem Jahr heiratete Gräfin Amalie von Portia Max Freiherr von Cetto, Sohn des Staatsrates Anton Freiherr von Cetto aus Zweibrücken. Der Staatsrat vertrat von 1801 bis 1813 das Königreich Bayern, unter König Max I. Joseph, als Botschafter in Paris. Seitdem ist das Schloss im Besitz der von Cettos.

## Baubeschreibung

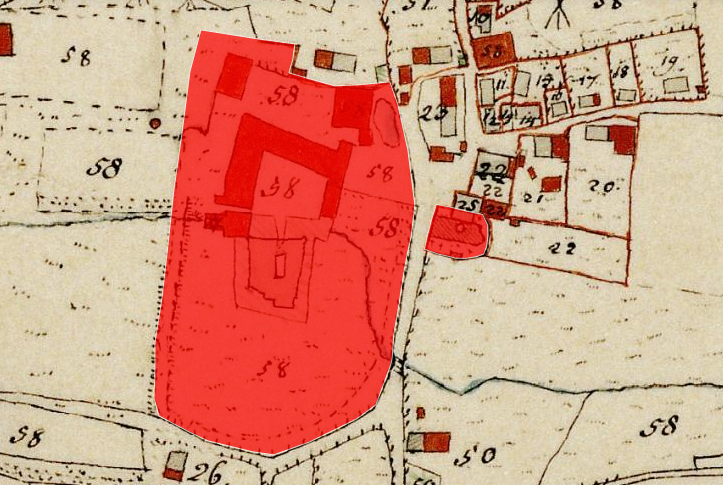
Lageplan des Wasserschlosses Oberlauterbach auf dem Urkataster von Bayern

Der viergeschossige Backsteinbau ist eine unregelmäßige Viereckanlage mit achteckigen Kuppeltürmchen über Eckerkern. Das Gebäude umschließt einen Arkadenhof. Neben dem Eingang im Nordflügel befindet sich die Hauskapelle aus der Zeit um 1740, im Norden die ehemaligen Stallungen. Das Schloss steht mit seinen Nebenanlagen und dem Schlossgarten unter Denkmalschutz.